# Li Lanjuan
Li Lanjuan, también romanizado como Lan-Juan Li, (en chino simplificado, 李兰娟; Shaoxing, 13 de septiembre de 1947) es una epidemióloga y hepatóloga china. Es profesora en la Facultad de Medicina de la Universidad de Zhejiang, académica de la Academia China de Ingeniería y se desempeña como directora del Laboratorio Estatal Clave para el Diagnóstico y Tratamiento de Enfermedades Infecciosas. Desarrolló Li-NBAL, un sistema de apoyo hepático artificial que se usa ampliamente para mantener la vida de las personas que sufren de insuficiencia hepática aguda, y ganó varios premios nacionales por su papel en la lucha contra las epidemias de SARS, H1N1 y H7N9.

## Educación
Nació el 13 de septiembre de 1947 en una familia de campesinos pobres en Shaoxing, Zhejiang. Se destacó en sus estudios y asistió a la Hangzhou High School, una escuela provincial clave.
Después de graduarse, fue maestra suplente de escuela secundaria en su municipio. También estudió acupuntura en el Hospital de Medicina China de Zhejiang y realizó acupuntura para ancianos locales. Más tarde, su pueblo le recomendó que se convirtiera en médica descalza, y aceptó la oferta a pesar de que pagaba mucho menos que su trabajo de maestra. En 1970, cuando las universidades chinas comenzaron a admitir a los estudiantes (hijos de campesinos, trabajadores y soldados durante la Revolución Cultural), su municipio le recomendó que estudiara en la Universidad Médica de Zhejiang (ahora Facultad de Medicina de la Universidad de Zhejiang).

## Carrera
Al graduarse en 1973, fue asignada a trabajar en el Departamento de Enfermedades Infecciosas del primer hospital afiliado de la Universidad de Zhejiang comenzando su carrera en epidemiología. La insuficiencia hepática aguda causada por la hepatitis B era muy común en China. En 1986, junto a su equipo desarrollaron un sistema de apoyo hepático artificial (ELA), también llamado hígado artificial no biológico (NBAL), para desintoxicar a las personas afectadas y mantener sus vidas hasta que el hígado se regenere por sí mismo o el hígado de un donante esté disponible para trasplante. El sistema, ahora conocido como Li-NBAL, ha mejorado significativamente las tasas de supervivencia para las personas con hepatitis crónica grave. En lugar de patentar la invención, difundió la tecnología a más de 300 hospitales en toda China de forma gratuita.
Fue nombrada vicepresidenta del primer hospital afiliado de la Universidad de Zhejiang en octubre de 1993, cargo que ocupó durante tres años. En noviembre de 1996 se convirtió en subdirectora del Laboratorio Estatal Clave de Enfermedades Infecciosas del Ministerio de Salud y fue ascendida a directora seis años después. También se desempeñó como directora del Departamento de Salud del Gobierno Provincial de Zhejiang de 1998 a 2008.

### SARS
Durante el brote de SARS de 2003, dirigió el programa de prevención de la enfermedad en Zhejiang y controló la propagación de la enfermedad en la provincia. Durante el brote de gripe aviar de 2013 en el delta del Yangtze, el equipo de Li aisló la cepa H7N9 como patógeno y demostró que la cepa se originó en los mercados de aves de corral vivas. Su investigación llevó al gobierno a cerrar todos los mercados de aves de corral vivas, evitando la propagación de la enfermedad al resto de China. Por sus contribuciones, recibió un premio especial State Science and Technology Progress Award en 2017.

### SARS-CoV-2
Durante la pandemia de COVID-19, fue la primera en proponer el cierre del centro de Wuhan (conocido como medidas de prevención y control de Categoría A); su propuesta fue adoptada por el gobierno chino y el cierre de Wuhan se implementó a las 14 horas del 23 de enero de 2020 (antes de la víspera del Año Nuevo chino de 2020), El 1 de febrero, se fue a Wuhan con un equipo de trabajadores médicos de Hangzhou para ayudar a combatir la epidemia. El 20 de abril de 2020, el South China Morning Post informó sobre una investigación realizada por Li y su equipo en la Universidad de Zhejiang, identificando más de 30 cepas del virus SARS-CoV-2, y que algunas de las cepas más agresivas generaron 270 veces más carga viral que las versiones más suaves; descubrieron que las cepas agresivas estaban relacionadas con brotes en Europa y en el estado de Nueva York, mientras que las cepas menos agresivas se encontraron en los estados de Washington y California.

## Honores y premios
- 1998 Premio estatal de progreso en ciencia y tecnología de 1998 (segunda clase), para la investigación sobre el sistema de apoyo hepático artificial.[1]
- 2005 elegida académica de la Academia China de Ingeniería (CAE).[1]
- 2007 Premio estatal de progreso en ciencia y tecnología 2007 (segunda clase), para la investigación sobre microecología de enfermedades infecciosas.
- 2013 State Science and Technology Progress Award (Primera clase), por la teoría innovadora y el avance tecnológico en el tratamiento de la enfermedad hepática grave.
- 2014 Premio Estatal de Progreso en Ciencia y Tecnología 2014 (Primera clase), por la investigación y la prevención eficaz de la pandemia de gripe H1N1 en China.
- 2014 Premio Ho Leung Ho Lee 2014 por logros en ciencia y tecnología.
- 2015 Premio estatal de progreso en ciencia y tecnología 2015 (Primera clase), por el tratamiento innovador de la enfermedad hepática terminal.
- 2017 Premio Estatal de Progreso en Ciencia y Tecnología 2017 (Premio Especial), por la mayor innovación y avance tecnológico en los sistemas de prevención de epidemias ejemplificados por la gripe aviar H7N9.
- 2020 Nature's 10: Diez personas que ayudaron a moldear la ciencia en 2020.[11][12]

## Vida personal
Está casada con Zheng Shusen, un experto en trasplantes de hígado y también académico de la Academia China de Ingeniería. La pareja tiene un hijo llamado Zheng Jie (郑杰).